# Бенетсвил (Јужна Каролина)
Бенетсвил (енгл. Bennettsville) град је у америчкој савезној држави Јужна Каролина.

## Демографија
По попису из 2010. године број становника је 9.069, што је 356 (-3,8%) становника мање него 2000. године.
| Група             | 2000.         | 2010.         |
| Белци             | 3.267 (34,7%) | 2.908 (32,1%) |
| Афроамериканци    | 5.952 (63,2%) | 5.822 (64,2%) |
| Азијати           | 47 (0,5%)     | 36 (0,4%)     |
| Хиспаноамериканци | 59 (0,6%)     | 148 (1,6%)    |
| Укупно            | 9.425         | 9.069         |